# Lethrus turkestanicus
Lethrus turkestanicus är en skalbaggsart som beskrevs av Ernst Ballion 1870. Lethrus turkestanicus ingår i släktet Lethrus och familjen tordyvlar. Inga underarter finns listade i Catalogue of Life.